# Triết học hậu hiện đại
Triết học hậu hiện đại là một trào lưu triết học phát sinh vào nửa sau của thế kỷ 20 như là một phản ứng phê phán đối với các giả định được cho là hiện diện trong các ý tưởng triết học hiện đại liên quan đến văn hóa, bản sắc, lịch sử hoặc ngôn ngữ được phát triển trong thời kỳ Khai sáng của thế kỷ 18. Các nhà tư tưởng hậu hiện đại đã phát triển các khái niệm như sự khác biệt, sự lặp lại, dấu vết và siêu thực tế để lật đổ " những câu chuyện lớn ", sự bất ổn của sự tồn tại và sự chắc chắn nhận thức. Triết học hậu hiện đại đặt câu hỏi về tầm quan trọng của các mối quan hệ quyền lực, cá nhân hóa và diễn ngôn trong việc "xây dựng" sự thật và quan điểm thế giới. Nhiều nhà hậu hiện đại dường như phủ nhận rằng một thực tại khách quan tồn tại, và dường như phủ nhận rằng có những giá trị đạo đức khách quan.
Jean-François Lyotard định nghĩa hậu hiện đại triết học trong The Postmodern Condition, viết "Đơn giản hóa đến cùng cực, tôi xác định hậu hiện đại như sự ngờ vực về phía siêu tường thuật...."  nơi những gì ông có nghĩa là bởi siêu tường thuật là một cái gì đó giống như một thống nhất, hoàn chỉnh, phổ cập và câu chuyện chắc chắn nhận thức về tất cả mọi thứ. Những người theo chủ nghĩa hậu hiện đại bác bỏ những câu chuyện kể vì họ từ chối khái niệm về sự thật mà những câu chuyện kể đó giả định. Các nhà triết học hậu hiện đại nói chung cho rằng sự thật luôn phụ thuộc vào bối cảnh lịch sử và xã hội hơn là tuyệt đối và phổ quát và sự thật luôn luôn là một phần và "có vấn đề" hơn là hoàn chỉnh và chắc chắn.
Triết học hậu hiện đại thường đặc biệt hoài nghi về các đối lập nhị nguyên đơn giản đặc trưng của chủ nghĩa cấu trúc, nhấn mạnh vấn đề của triết gia phân biệt rõ ràng kiến thức với vô minh, tiến bộ xã hội từ đảo ngược, thống trị từ khuất phục, tốt từ xấu và hiện diện từ sự vắng mặt. Nhưng, vì những lý do tương tự, triết học hậu hiện đại thường đặc biệt hoài nghi về các đặc điểm phổ biến phức tạp của sự vật, nhấn mạnh vấn đề của triết gia một lần nữa phân biệt rõ ràng các khái niệm, vì một khái niệm phải được hiểu trong bối cảnh đối lập của nó, như sự tồn tại và hư vô, bình thường và bất thường, lời nói và văn bản, và những thứ tương tự.